# 日本共産党第23回大会
日本共産党第23回大会（にほんきょうさんとうだいにじゅうさんかいたいかいは2004年（平成16年）1月13日から1月17日まで開かれた日本共産党の党大会。

## 概要
- この大会では10年ぶりに綱領が改定された。この綱領は現在有効である。綱領の採決のときに1名の反対者が出て話題となった。（採決で反対、保留が出るのはきわめて異例）
- 党員でハンセン病患者運動の活動家である谺雄二が代議員として出席し、患者運動や党活動、草津町議会議員補欠選挙出馬の経験などについて語った。

## 選出された中央委員会
- 中央委員会議長：不破哲三
- 幹部会委員長：志位和夫
- 中央委員会書記局長：市田忠義
- 幹部会副委員長：石井郁子、上田耕一郎、浜野忠夫